# Nicole Matteoni
Nicole Matteoni (Trieste, 24 dicembre 1987) è una politica italiana, membro della Camera dei deputati con Fratelli d'Italia nella XIX legislatura della Repubblica Italiana..

## Biografia
Nicole Matteoni ha conseguito il diploma come perito aziendale e corrispondente in lingue straniere. Ha successivamente conseguito la laurea in Scienze politiche e delle relazioni internazionali.
Già militante in Alleanza Nazionale, in particolar modo del movimento giovanile Azione Giovani, è stata dirigente provinciale del movimento giovanile del Popolo della Libertà. Fondatrice di Fratelli d'Italia a Trieste, è vicesegretario provinciale e membro eletto dell’Assemblea Nazionale del partito, nonché della direzione nazionale del movimento giovanile.
Nel 2021 viene eletta consigliere comunale di Trieste  e viene nominata assessore alle politiche dell’educazione e della famiglia del comune di Trieste nella giunta del sindaco Dipiazza.
Già candidata alle elezioni politiche del 2013, a 25 anni, e poi nel 2018, nel listino proporzionale di Fratelli d'Italia, senza essere eletta, nel 2022 viene candidata come capolista nel listino proporzionale di Fratelli d'Italia del Friuli Venezia Giulia e risulta eletta, dopo l'affermazione del partito guidato da Giorgia Meloni come il più votato in regione con il 32,29%.